# ویکی‌پدیای ارمنی غربی
ویکی‌پدیا به زبان ارمنی غربی یک نسخه از ویکی‌پدیا به زبان ارمنی غربی است که گونه‌ای از زبان ارمنی است که در ابتدا در ترکیه قبل از نسل‌کشی ارامنه صحبت می‌شد و امروزه در دیاسپورای ارمنی صحبت می‌شود. این نسخه در تاریخ ۱۱ آوریل ۲۰۱۹ راه اندازی شد و برای آن کد hyw برگزیده شده‌است.
تا ۲۴ نوامبر ۲۲, ویکی‌پدیای ارمنی غربی ۱۰۳۶۰ مقاله و ۷۷۹۶ مشارکت کننده داشته‌است.

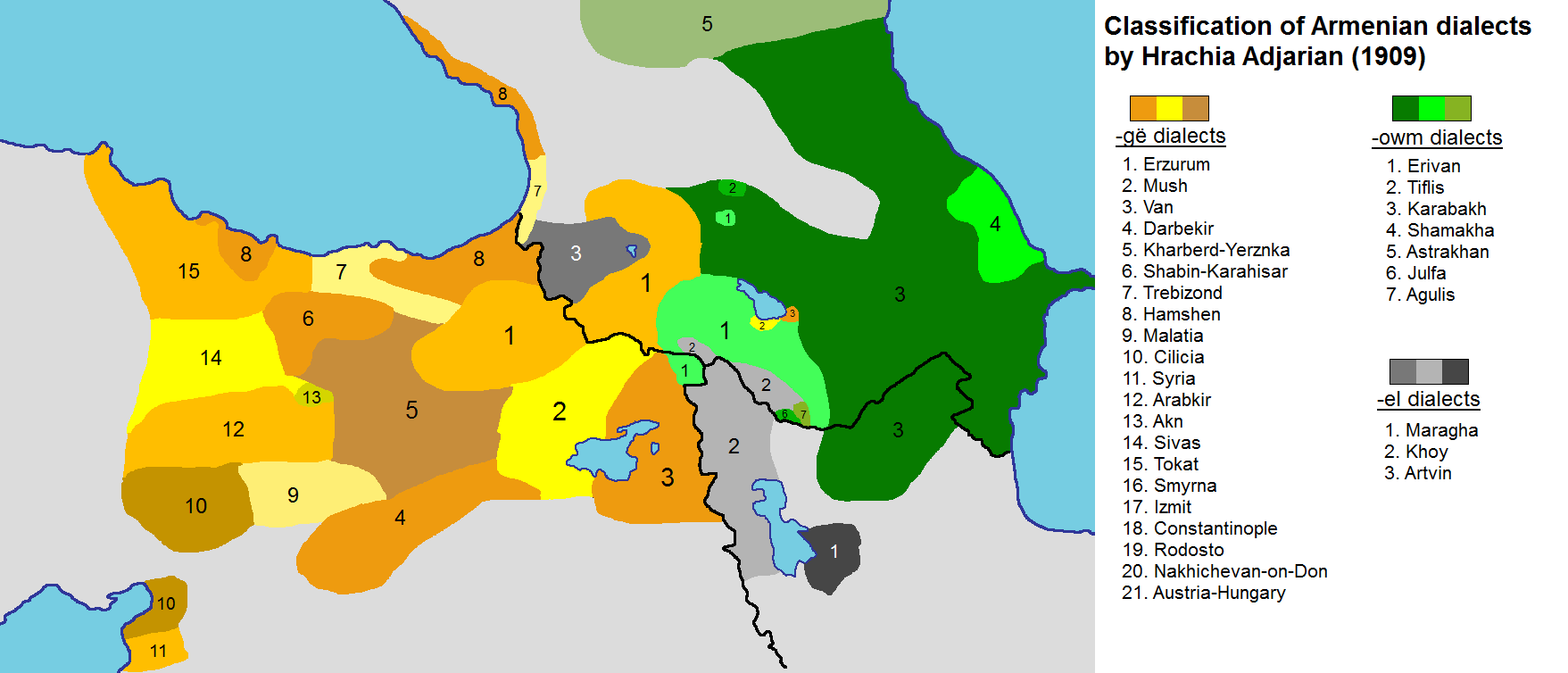
موقعیت زبان ارمنی در سال ۱۹۰۹. ارمنی غربی روی نقشه به رنگ زرد است.

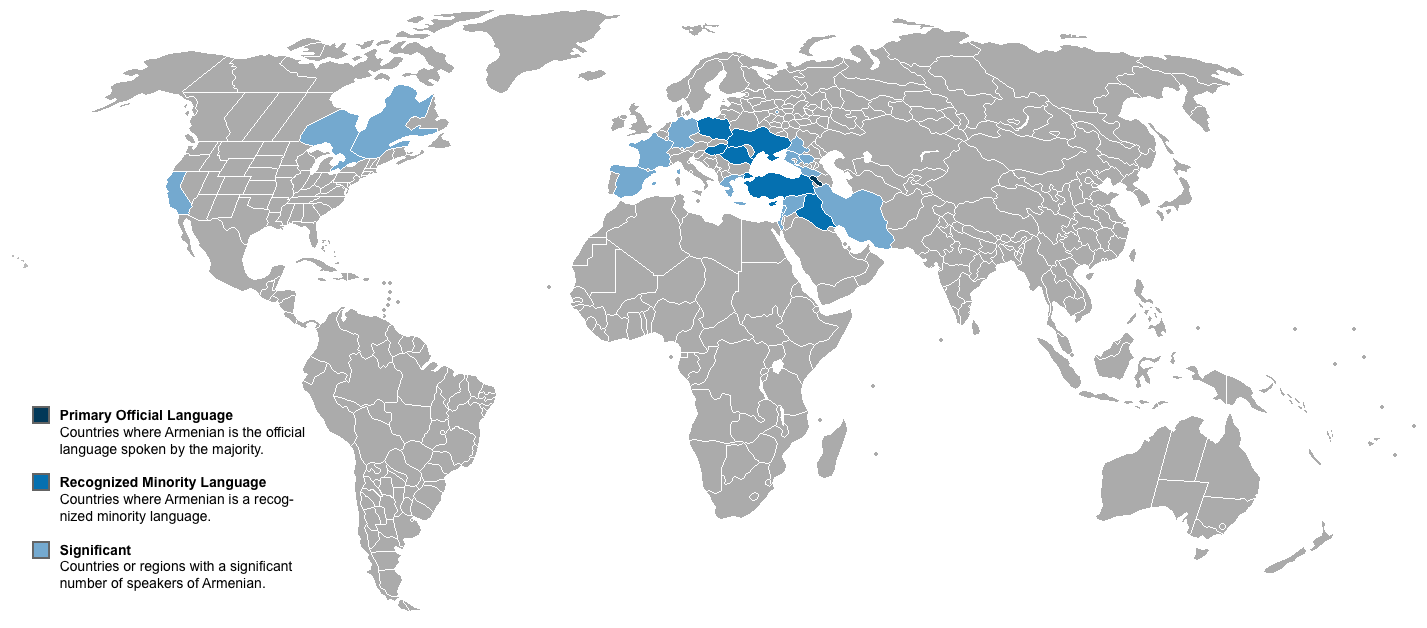
پراکندگی جغرافیایی ارمنی (همه گونه‌ها با هم).

## یادکردها و منابع
1. ↑  "Incubator:Site creation log". incubator.wikimedia.org (به انگلیسی). Fondation Wikimédia. Retrieved 13 septembre 2022. {{cite web}}: Check date values in: |accessdate= (help)
2. ↑  "Western Armenian Wikipedia". incubator.wikimedia.org (به انگلیسی). Fondation Wikimédia. Retrieved 13 septembre 2022. {{cite web}}: Check date values in: |accessdate= (help)
3. ↑  "Requests for new languages". meta.wikimedia.org (به انگلیسی). Fondation Wikimédia. Retrieved 13 septembre 2022. {{cite web}}: Check date values in: |accessdate= (help)
4. ↑  "Requests for new languages/Wikipedia Western Armenian". meta.wikimedia.org (به انگلیسی). Fondation Wikimédia. Retrieved 13 septembre 2022. {{cite web}}: Check date values in: |accessdate= (help)